# Graphische Sammlung der Stadt Nürnberg

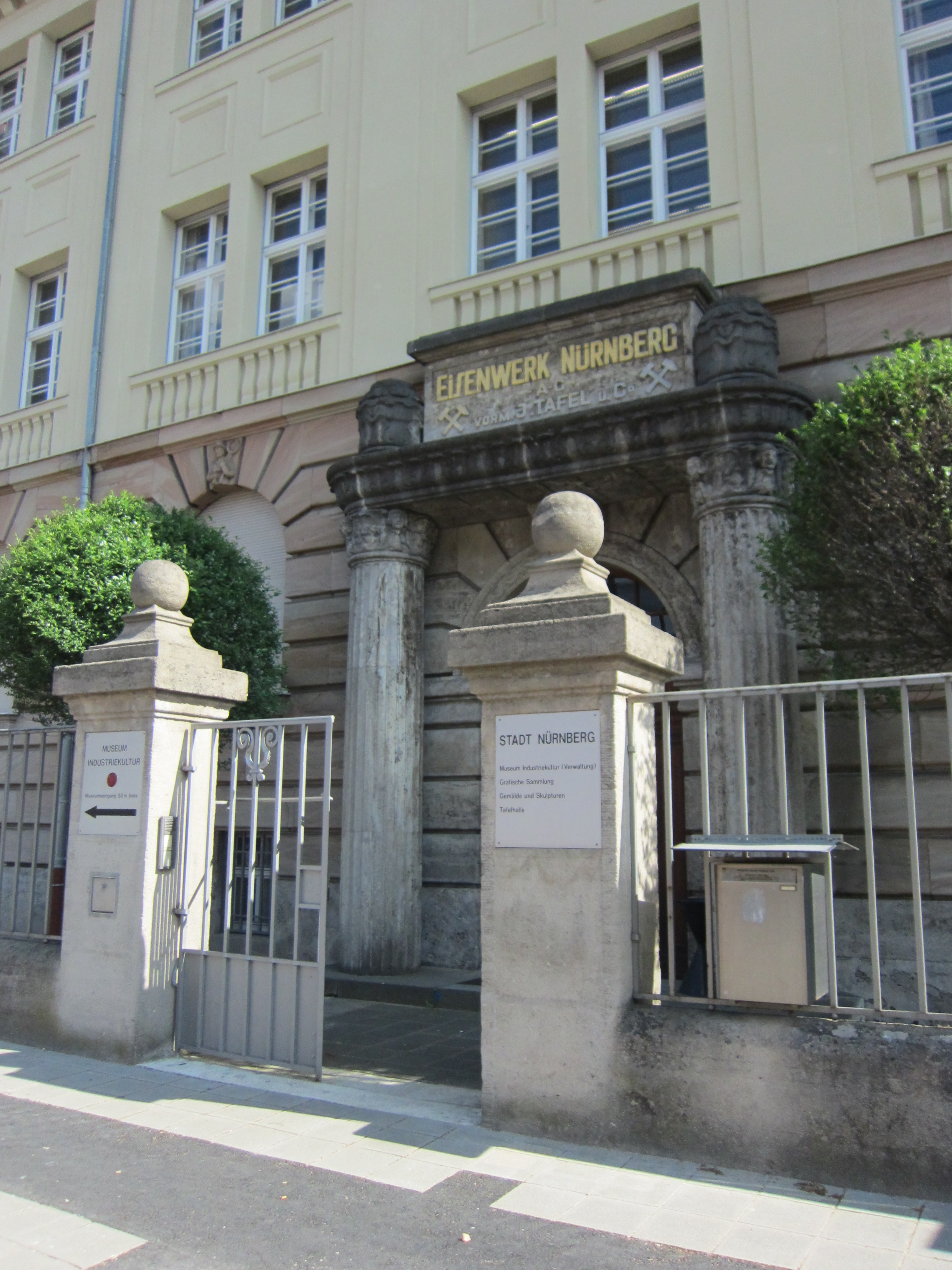
Grafische Sammlung im Eisenwerk Nürnberg

Die Graphische Sammlung der Stadt Nürnberg besteht seit 1971 und gehört seit 1994 zum Verbund der Museen der Stadt Nürnberg. Seit 2013 ist die Graphische Sammlung Teil der Kunstsammlungen der Stadt Nürnberg.

## Bestände
Die Sammlung verwahrt über 120.000 Objekte, vorwiegend Zeichnungen und Druckgraphiken. Sie ist damit die umfangreichste Sammlung von Bildquellen zur Nürnberger Stadtgeschichte und ergänzt das im Stadtarchiv Nürnberg verwahrte Schriftgut. Vor der Gründung der eigenständigen Sammlung sind im Laufe des 19. und 20. Jahrhunderts immer wieder graphische Kunstwerke in unbekannter Anzahl zur Aufbewahrung an das Germanische Nationalmuseum abgegeben worden. Sie sind dort durch St.N.-Signaturen gekennzeichnet.
Zu den Sammlungsgebieten zählen topographische Blätter, Kulturgeschichte, Künstlergraphik und eine Porträtsammlung sowie eine Spezialsammlung zum Nachleben Albrecht Dürers.

### Topographie
Die nach topographischen Stichworten geordnete Sammlung enthält umfangreiches Bildmaterial zur ehemaligen Reichsstadt Nürnberg und ihrem Landgebiet. Der Bestand an topographischen Ansichten (Prospekten) illustriert die Entwicklung des Stadtbildes seit dem späten 15. Jahrhundert bis zur heutigen Zeit.

### Kulturgeschichte
Auch die Blätter zu kulturgeschichtlichen Themen sind nach Stichworten geordnet.

### Künstlergraphik
In seltener Vollständigkeit besitzt die Graphische Sammlung das druckgrafische Werk in Nürnberg tätiger Künstler seit dem späten 16. Jahrhundert bis zur Gegenwart. Systematisch wurden Stiche, Holzschnitte, Radierungen, Lithographien und Aquarelle, Gouachen und Zeichnungen gesammelt.
Bedeutende Kupferstecher des 17. und 18. Jahrhunderts wie Johann Alexander Böner oder Johann Adam Delsenbach sind nahezu vollständig vorhanden, ebenso die Radierungen von Künstlern des 19. Jahrhunderts wie Johann Adam Klein oder Johann Christoph Erhard. Umfangreich ist das Konvolut an Arbeiten der Brüder Georg Christoph und Johann Christoph Jakob Wilder. Ebenso repräsentativ vertreten ist auch die Nürnberger Kunst des späteren 19. und des 20. Jahrhunderts.

### Porträtsammlung
Die Sammlung von Bildnisstichen vornehmlich von Nürnberger Persönlichkeiten, vor allem aus reichsstädtischer Zeit, ist durch eine doppelte Karteiführung – nach Künstlernamen und nach den Namen der dargestellten Personen – übersichtlich erschlossen.

## Die Albrecht-Dürer-Haus-Stiftung in der Graphischen Sammlung
Die Albrecht-Dürer-Haus-Stiftung e. V. wurde 1871 im Rahmen der Feiern zum 400. Geburtstag Albrecht Dürers gegründet. Ihr vorrangiges Ziel war es zunächst, das stark heruntergekommene Albrecht-Dürer-Haus würdig einzurichten und der Öffentlichkeit zugänglich zu machen. Seit der Neukonzeption 1971 ist es die Hauptaufgabe der Stiftung, Zeugnisse zur Wirkungsgeschichte und zum Nachleben Dürers zu erwerben und die Gestaltung des Dürer-Hauses finanziell zu fördern. Seit 1971 entstand so in Zusammenarbeit mit der Stiftung die weltweit umfangreichste Sammlung zum Nachleben des Künstlers. Die Bestände werden laufend ergänzt. Der Stiftung gehört zudem die wohl beste Dürer-Spezialbibliothek überhaupt.

## Gebäude
Die Graphische Sammlung der Stadt Nürnberg ist derzeit im ehemaligen Verwaltungsgebäude des Tafelwerks in der Äußeren Sulzbacher Straße 60 in Nürnberg untergebracht. Die Sammlung ist eine wissenschaftliche Präsenzsammlung ohne feste Öffnungszeiten. Ein Besuch und die Vorlage von graphischen Kunstwerken ist jedoch nach telefonischer Vereinbarung jederzeit möglich.
Das Gebäude wurde 1922 von Hans Müller als Verwaltungsgebäude des Eisenwalzwerks Julius Tafel errichtet. Es beherbergt auch die Gemälde- und Skulpturensammlung der Stadt Nürnberg und die Verwaltung des Museums Industriekultur.

## Leitung
Seit 2003 ist die Graphische Sammlung mit dem Albrecht-Dürer-Haus einer gemeinsamen Leitung unterstellt, die seit Oktober 2022 von der Kunsthistorikerin Christine Demele wahrgenommen wird.
Von August 2009 bis März 2019 hatte der Kunsthistoriker Thomas Schauerte diese Aufgaben inne. Danach wurden sie kommissarisch vom Leiter der Museen der Stadt Nürnberg Thomas Eser selbst wahrgenommen.

## Ausstellungen
Als wissenschaftliche Studiensammlung besitzt die Graphische Sammlung keine Dauerpräsentation. Um der Öffentlichkeit dennoch den reichen Bestand der Sammlung vorzustellen, werden immer wieder Wechselausstellungen zu bestimmten Themenbereichen oder Einzelkünstlern im Albrecht-Dürer-Haus oder einem der anderen Häuser der Museen der Stadt Nürnberg sowie in anderen Einrichtungen präsentiert. Zu den viel beachteten Ausstellungen der Graphischen Sammlung der letzten Jahre zählen:
2003: Francisco de Goya - Traum und Wirklichkeit. Ausstellung der Grafischen Sammlung im Stadtmuseum Fembohaus (4. Juli bis 14. September 2003).
2004: Adam und Eva – Künstlerblicke auf Dürers Meisterblatt. Eine Ausstellung aus den Beständen der Grafischen Sammlung im Albrecht-Dürer-Haus. (7. August 2004 bis 6. Februar 2005).
2004: Albrecht Dürers zauberreiche Weihnacht. Künstlerische Darstellungen zum Fest. Eine Ausstellung aus den Beständen der Grafischen Sammlung im Albrecht-Dürer-Haus. (26. November 2004 bis 9. Januar 2005).
2006: Für Dürer vom Feinsten. Neuerwerbungen der Albrecht-Dürer-Haus-Stiftung. Ausstellung der Grafischen Sammlung im Albrecht-Dürer-Haus. (20. Januar bis 30. April 2006).
2006: Romantische Entdeckungen – Johann Adam Klein (1792–1875). Gemälde, Zeichnungen, Druckgrafik. Ausstellung der Grafischen Sammlung im Stadtmuseum Fembohaus (28. Juli bis 26. November 2006).
2008: „Lust und Lieb hat mich beweget...“. Nürnberger Gartenkultur. Ausstellung der Grafischen Sammlung im Stadtmuseum Fembohaus (5. September bis 23. November 2008).
Auch auf Google Arts & Culture sind virtuelle Ausstellungen zu den Beständen der Sammlung zu sehen:
- Nürnberger Panoramen aus sieben Jahrhunderten
- Andreas Graff – Pionier der Stadtansichten: Die Sebalder Altstadt
- Andreas Graff – Pionier der Stadtansichten: Die Lorenzer Altstadt